# 臨水院
臨水院位於四川省南充市嘉陵區，文物遺址年代判定為明。2012年7月16日公佈為第八批四川省文物保護單位。
臨水院位於四川省南充市嘉陵區大觀鄉臨水院村，始建於唐代，明成化年重建，原為四合院佈局，後經歷年損毀，現留存正殿。11高水院正殿坐北朝南，建築面積約200平方公尺，條石圍砌素面台基，寬14公尺，高0.5公尺；木結構抬梁式屋架，面闊三間12公尺，進深三間11.4公尺；梁架結構為四櫞袱前後櫞袱用四柱，柱架側腳；單簷歇山頂，通高8.37公尺；殿前有踏道二級，殿后有踏道四級；台基前墁板石169平方公尺。臨水院正殿主體建築保存完整，建造規範，具有較高的歷史、藝術、研究價值。1998年，被南充市嘉陵區人民政府公佈為區級文物保護單位。